# Шосвил (Вирџинија)
Шосвил (енгл. Shawsville) насељено је место без административног статуса у америчкој савезној држави Вирџинија.

## Демографија
По попису из 2010. године број становника је 1.310, што је 281 (27,3%) становника више него 2000. године.
| Група             | 2000.       | 2010.         |
| Белци             | 988 (96,0%) | 1.230 (93,9%) |
| Афроамериканци    | 11 (1,1%)   | 40 (3,1%)     |
| Азијати           | 1 (0,1%)    | 1 (0,1%)      |
| Хиспаноамериканци | 8 (0,8%)    | 16 (1,2%)     |
| Укупно            | 1.029       | 1.310         |